# IPhone 16e
iPhone 16e ― смартфон, розроблений компанією Apple Inc. Частина серії iPhone вісімнадцятого покоління, разом з iPhone 16, iPhone 16 Plus та Pro-моделями iPhone 16 Pro та iPhone 16 Pro Max. Є наступником iPhone SE 3-го покоління. 
Його анонсували як «доступну модель» 19 лютого 2025 року. Це iPhone 14 з чипом A18 Bionic, одинарною, але 2-в-1 48 Мп камерою Fusion і підтримкою Apple Intelligence.

## Дизайн

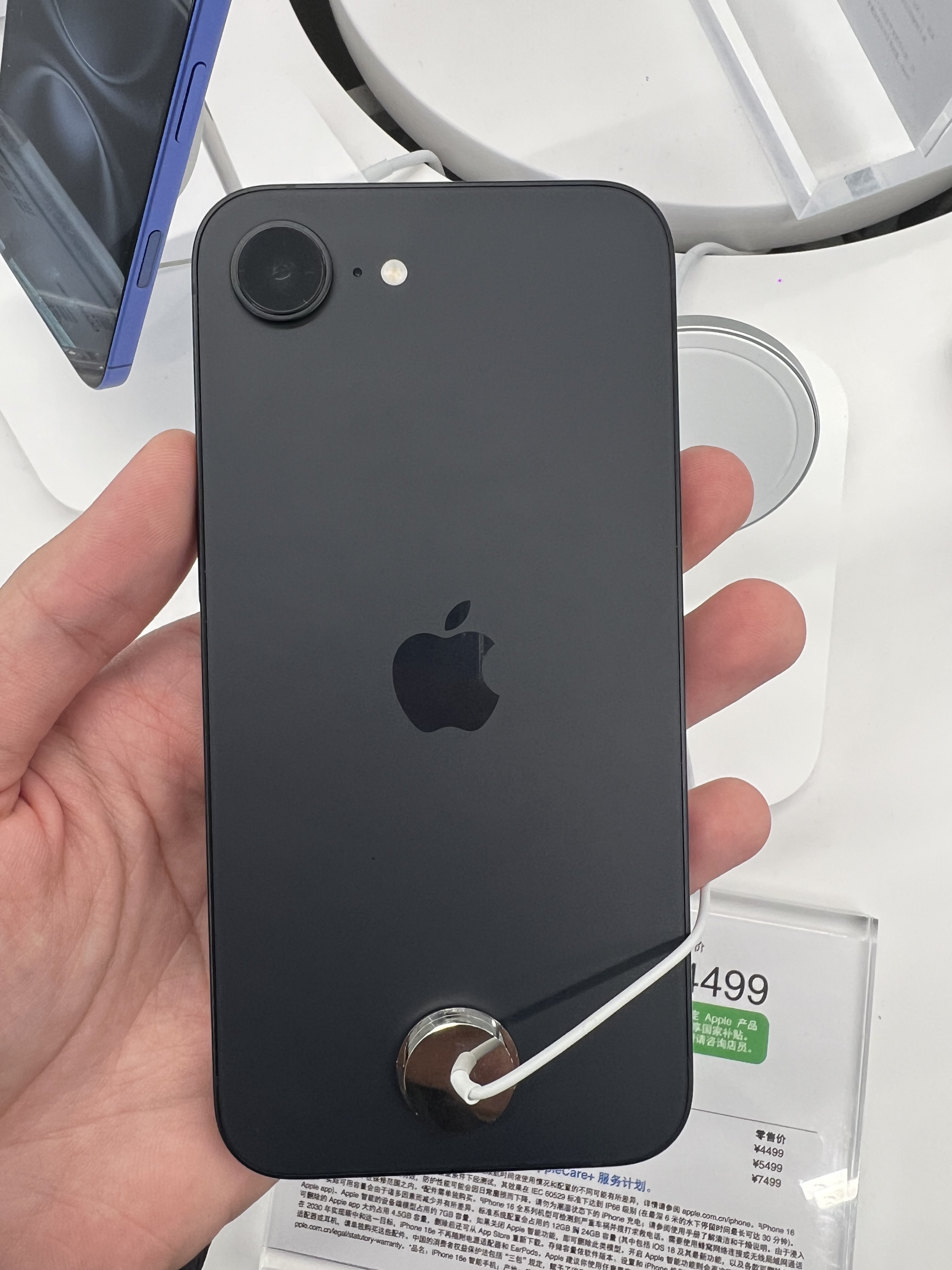
Задня панель iPhone 16e в чорному кольорі

Екран захищений склом Ceramic Shield. Задня панель виконана з матового скла, а рамка — з алюмінію. Також смартфон має захист від води та пилу по стандарту IP68.
iPhone 16e, подібно до моделей iPhone SE, бере за основу одну з минулих моделей iPhone, а саме iPhone 14, але, на відміну від iPhone 14, iPhone 16e, як і лінійка iPhone 16, отримав кнопку дії (англ. Action button) замість перемикача звукового режиму та тільки один об'єктив камери.
Знизу розміщені роз'єм USB-C, п'ятилопастеві гвинти та сітки мікрофона і динаміка, зліва — кнопка дії та кнопки регулювання гучності, а справа — кнопка блокування і в залежності від регіону лоток зі слотами під 1 або 2 SIM-картки.
iPhone 16e доступний в чорному та білому кольорах.

## Технічні характеристики
iPhone 16e спочатку постачався з iOS 18.3 на момент випуску 28 лютого 2025 року, з оновленням до iOS 18.3.1, доступним протягом першого дня. Завдяки чипу Apple A18 Bionic, iPhone 16e, як і інші моделі лінійки iPhone 16, підтримує Apple Intelligence.

## Випуск та ціни
Попередні замовлення на iPhone 16e почалися 19 лютого 2025 року, а у продажу вони з'явилися 28 лютого. Модель iPhone 16e стартує з ціни 599 доларів США.